# Dansskor
Dansskor ser mycket olika ut beroende på dansen.
Vissa danser kräver särskilda skor för sitt utövande, exempelvis så är det steppskornas metallskoning som ger det karaktäristiska ljudet och tåskor som ger stöd nog åt balettdansöser att kunna gå på tåspetsarna under en hel föreställning.
Danssneakers (jazzskor) är en särskild form av sneakers som är framtagna för att passa till dans. Sulan är ofta tvådelad och mellandelen mjuk, så att fotens flexibilitet inte begränsas för mycket. De används av många dansutövare som bekväma träningsskor. 
Tangoskor är skor som är gjorda för att dansa tango i. De har vanligen ett klassiskt utseende och är i läder, herrskorna exempelvis med låg klack och i helsvart, damskorna med hög klack och allehanda kulörer. Många tangoskor tillverkas i Argentina. Skorna finns att få med olika sulor, eftersom olika dansgolv kan vara olika hala. En vanlig variant är mockasula på främre delen, som man står på när man vrider sig runt i dansen, samt gummisula på klacken, som ger bra grepp när man skjuter ifrån i steget. 

## Galleri

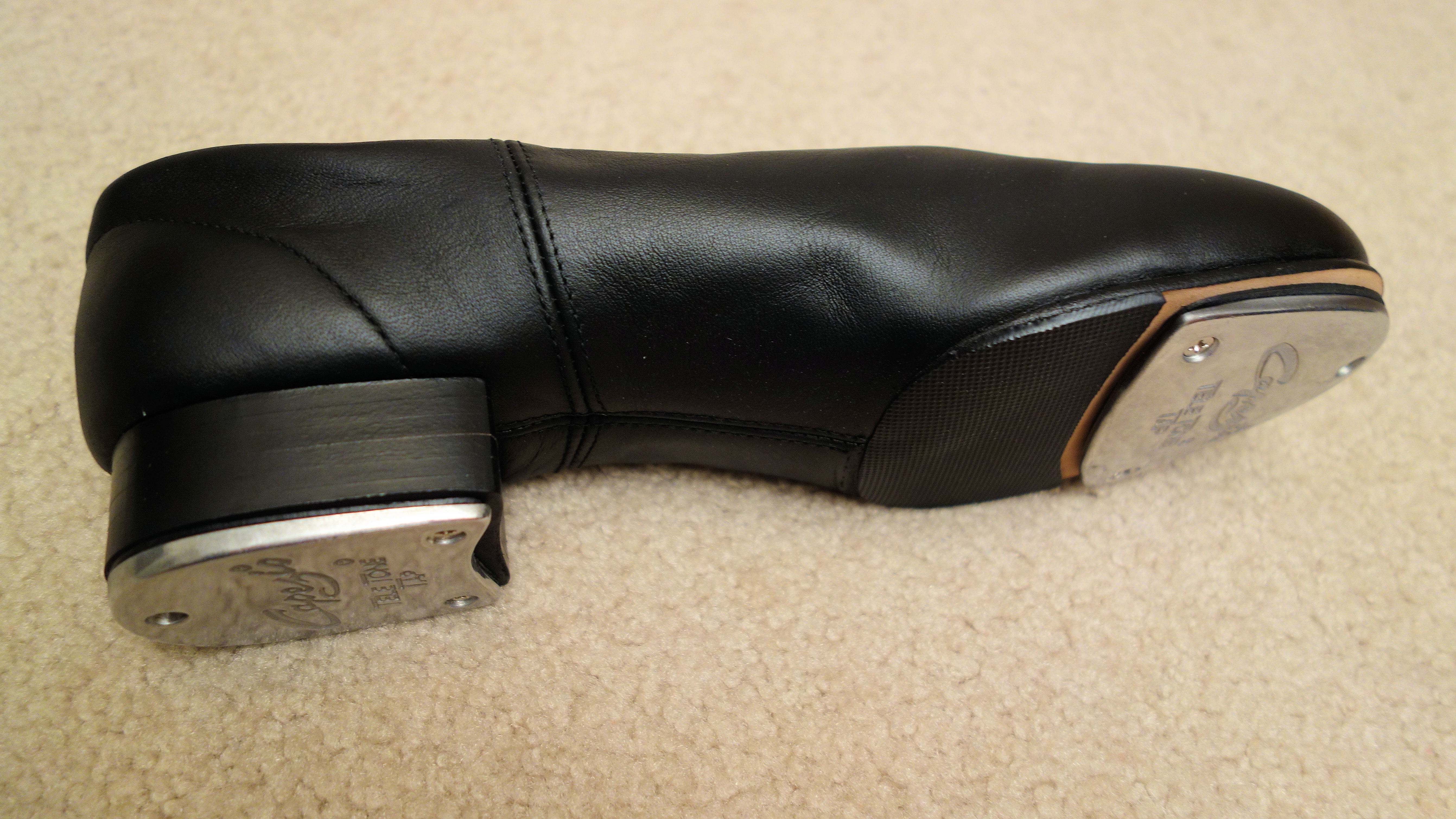
Steppskor från sidan
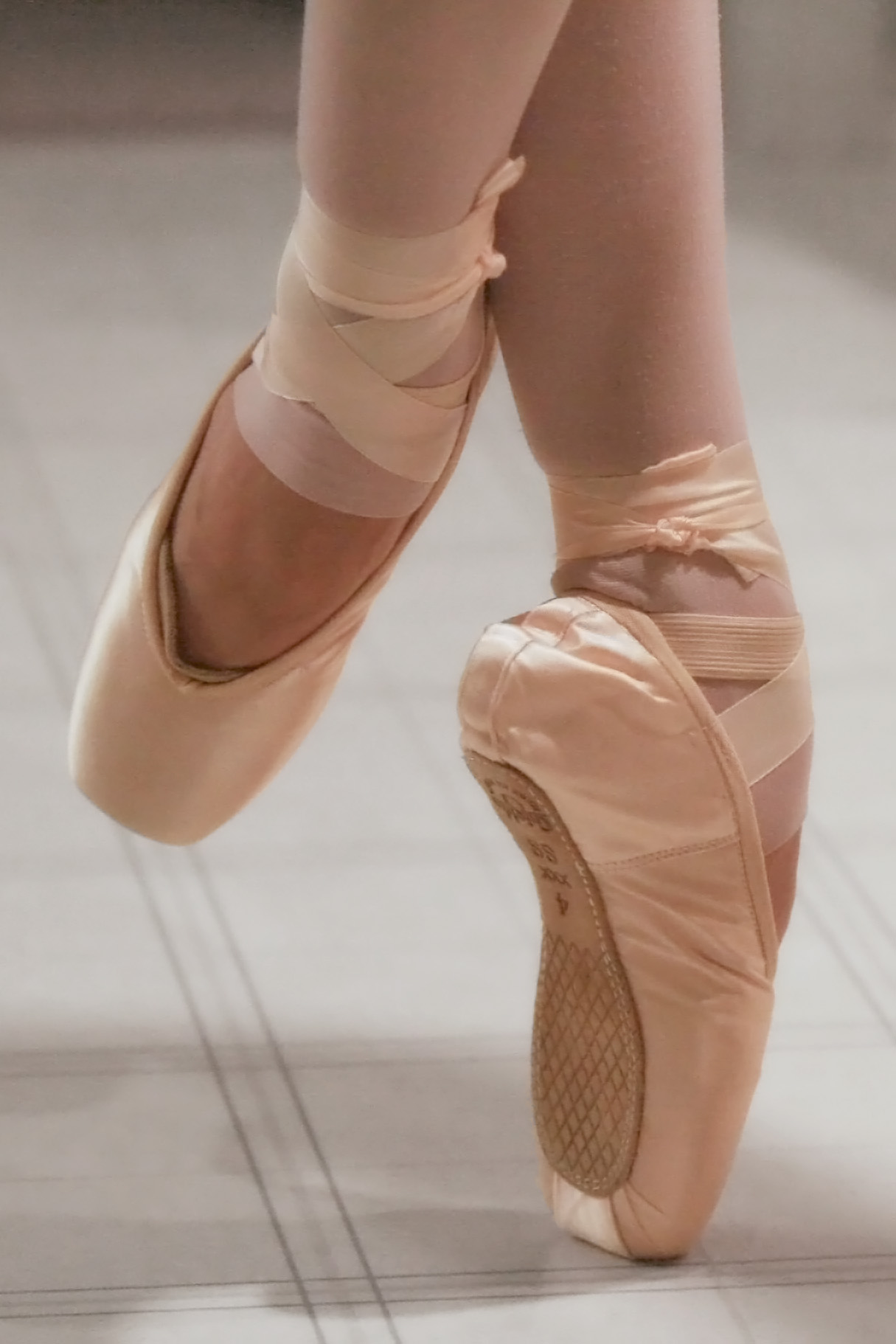
Tåskor
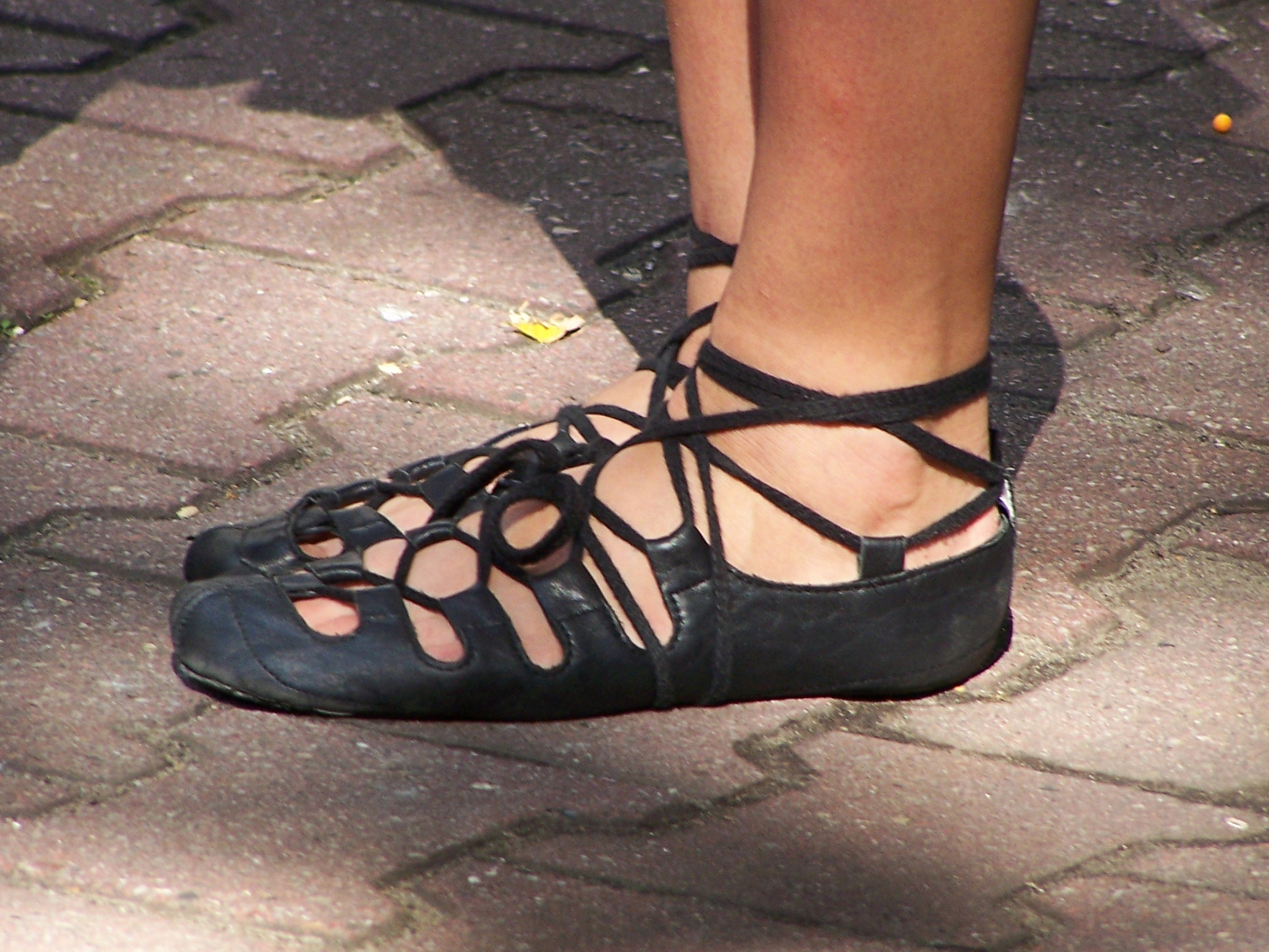
Ghillie - skor för irländska danser
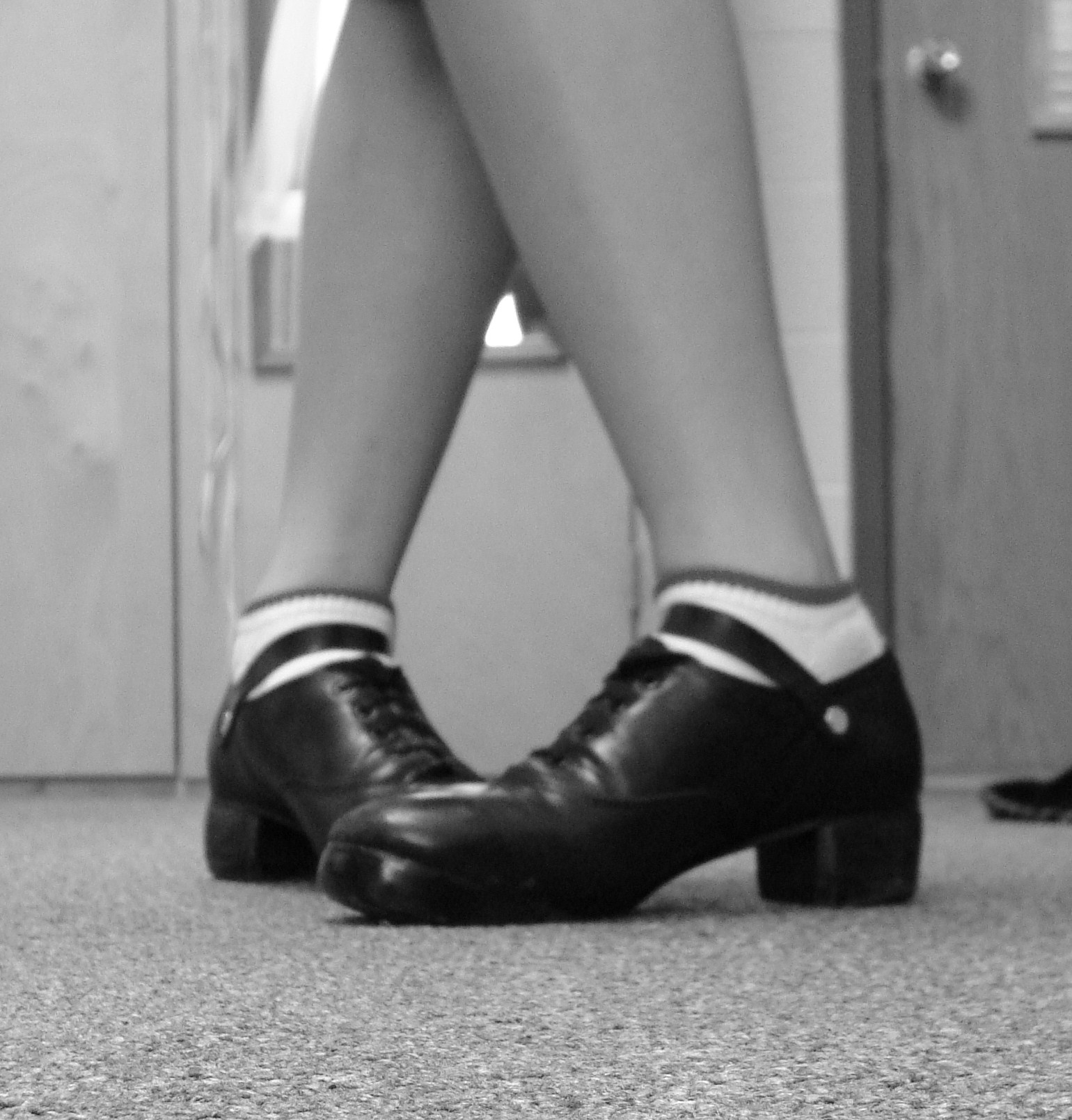
Irländska jig-skor
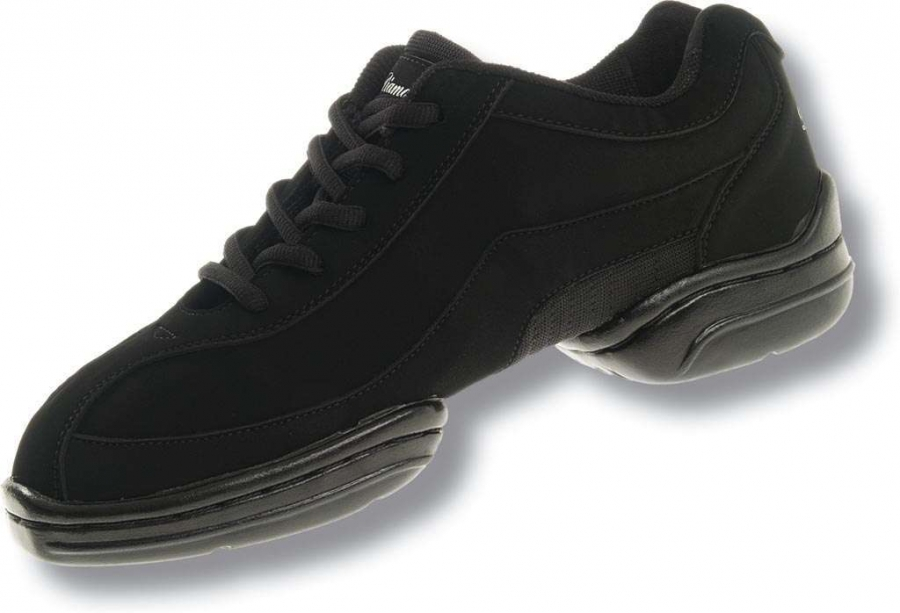
Danssneaker
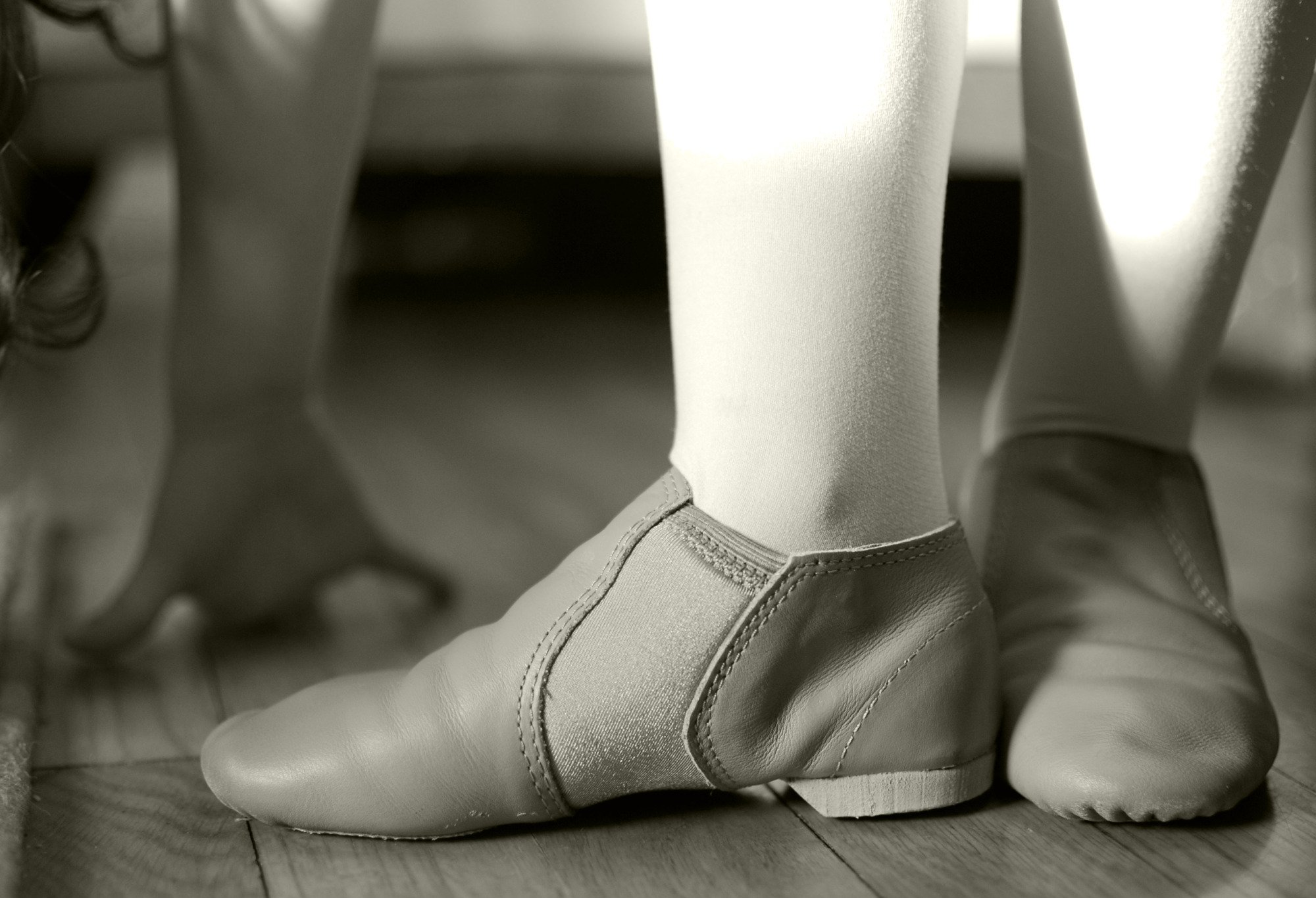
Jazzskor
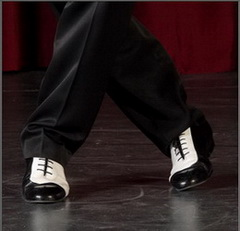
Skor från en show med Tango
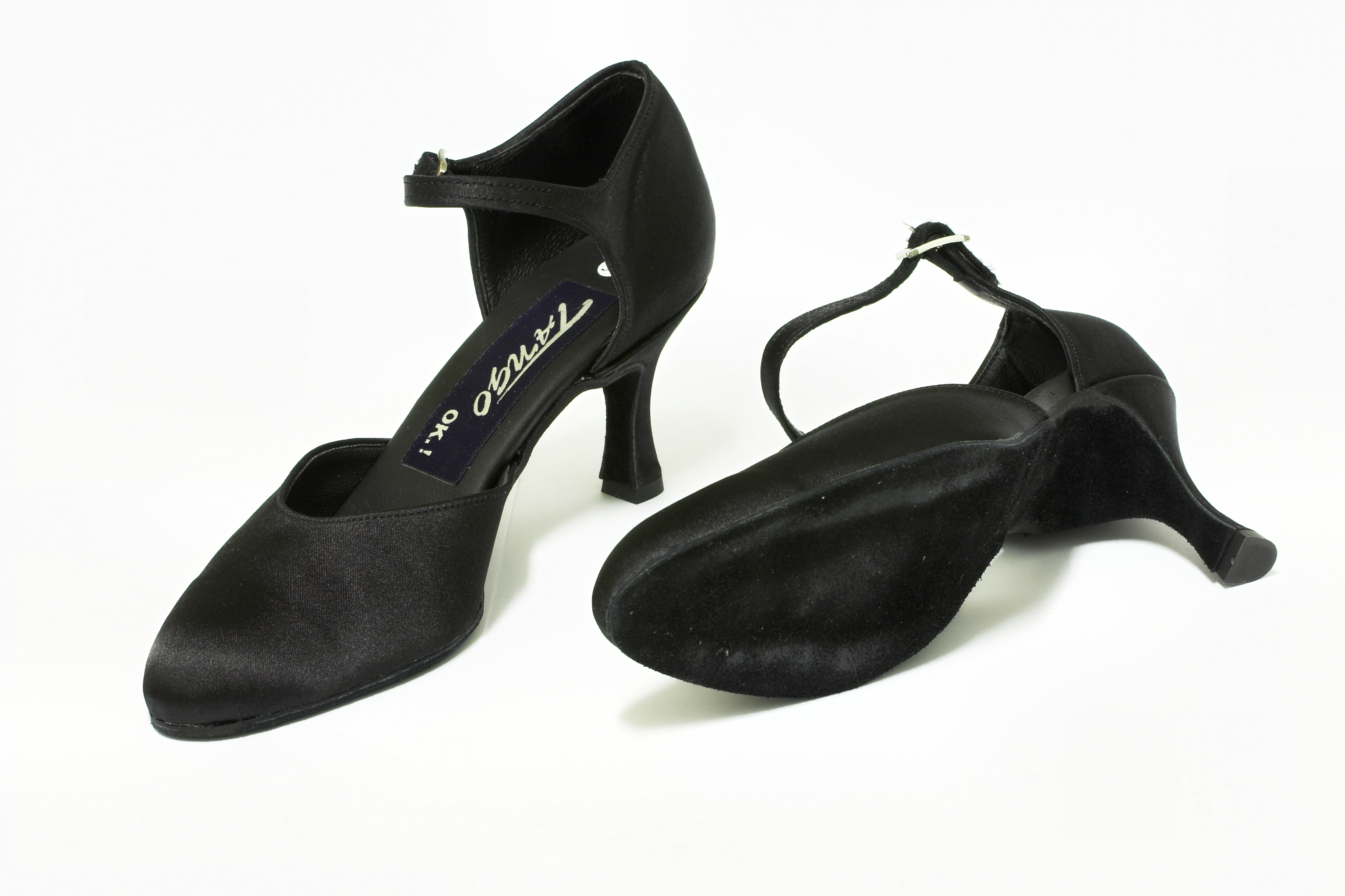
Tiodans-skor för damer
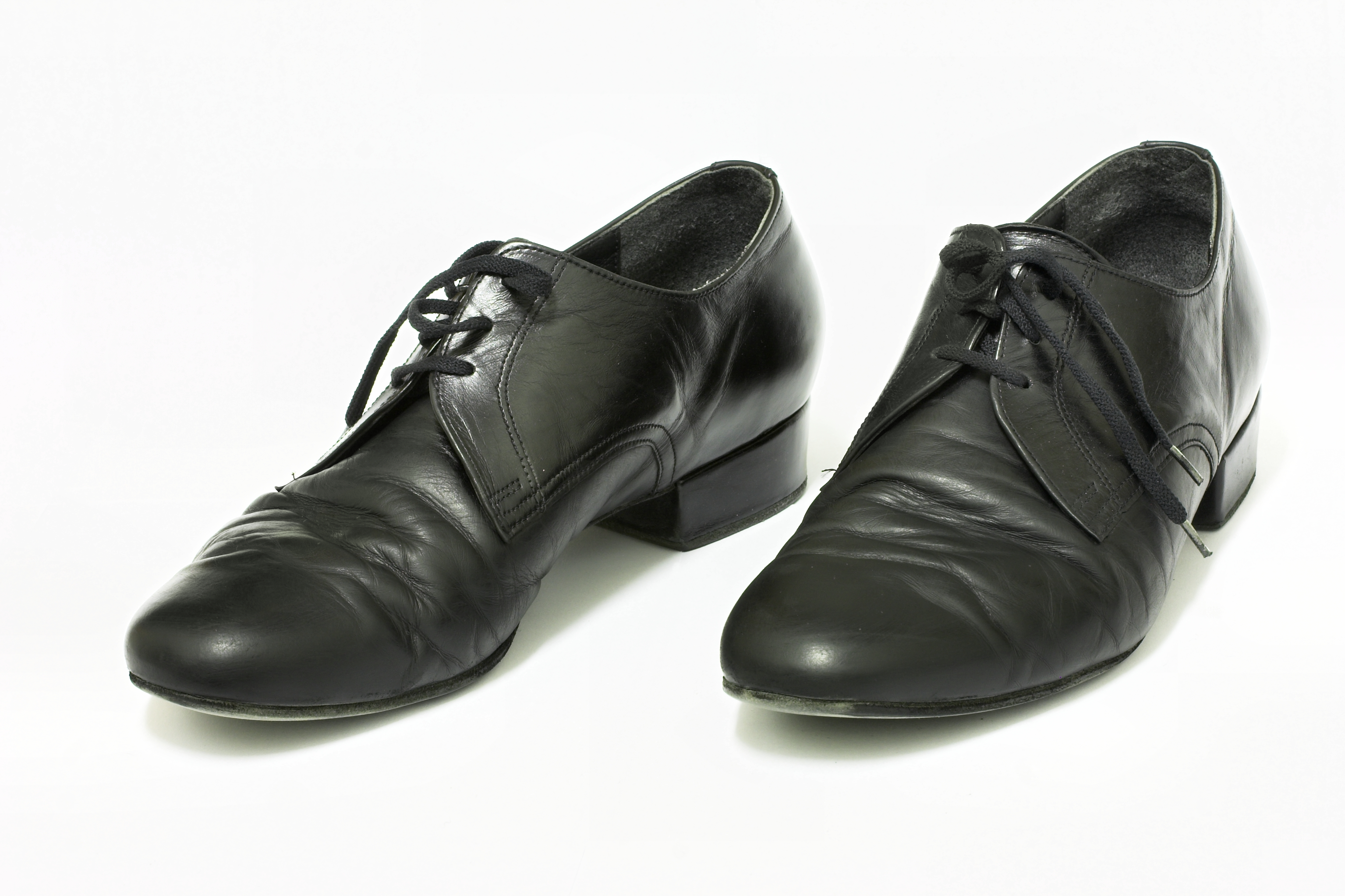
Tiodans-skor för herrar